# 6e armée (Empire allemand)
Pour les articles homonymes, voir 6e armée.

Drapeau de l'état-major d'un haut commandement militaire (1871-1918)

La 6e armée / 6e haut commandement de l'armée (AOK 6) est le nom donné à l'unité majeure de l'armée allemande et à ses autorités de commandement associées pendant la Première Guerre mondiale (1914-1918). Ils comprennent chacun plusieurs corps d'armée ou de réserve ainsi que de nombreuses troupes spéciales.

## Histoire
Lors du déclenchement de la Première Guerre mondiale, le commandement de la 6e armée est confié au Kronprinz Rupprecht de Bavière. La 6e armée est à l'origine constituée d'unités de l'armée bavaroise, le Royaume de Bavière ayant conservé son autorité militaire après l'unification allemande ; quelques unités prussiennes complètent la structure. Huit armées sont formées à partir des huit inspections de l'armée existantes. L'armée comprend les unités suivantes en août 1914:
| - Brigade d'artillerie à pied (de) - Pionnier général 5 - 5e brigade de Landwehr - 21e corps d'armée | - 1er corps d'armée royal bavarois - 2e corps d'armée royal bavarois - 3e corps d'armée royal bavarois (de) - 1er corps de réserve royal bavarois |

. Lors de la mise à exécution du Plan XVII, la 6e armée est stationnée en Lorraine, couvrant ainsi le secteur central du front, où elle participe déjà à ses premières batailles lors du déploiement (→ bataille de Lagarde (de)). Elle bat d'abord en retraite devant une offensive française.. Elle fait face à la IIe armée française du général Castelnau.
En août 1914, lors de la bataille de Morhange, la 6e armée parvient à arrêter l'offensive française, leurrant l'adversaire en feignant d'abord de se replier pour finalement stopper sa progression sur une ligne de défense arrière très bien fortifiée. La 6e armée tente ensuite de percer vers le sud pour s'emparer de Nancy mais elle est repoussée lors de la bataille du Grand-Couronné. Après la défaite des 1re et 2e armées allemandes à la bataille de la Marne, les deux camps tentent d'englober l'aile nord de l'ennemi (→ Course vers la mer ). Le commandement suprême de l'armée retire donc des troupes de la 6e armée et les déplace vers le nord. Dans la seconde moitié de septembre, le 6e haut commandement de l'armée est détaché pour commander une section du front dans le nord. Les troupes restées en Lorraine sont regroupées au sein de la détachement d'armée de Falkenhausen. Le quartier général du prince héritier Rupprecht de Bavière est transféré à Saint-Quentin à la fin du mois de septembre 1914 et à Arras le 10 octobre. Après les batailles de La Bassée et d'Armentières
Une fois que le front de l'Ouest se stabilise et que les armées s'enterrent dans leurs tranchées respectives, la 6e armée s'installe dans le nord de la France. À  partir du 8 novembre 1914, son quartier général est installé à Lille. Il est ensuite transféré à Douai le 19 février 1916, à Tournai le 15 mars 1917, et de nouveau à Lille le 15 avril 1918.
La plupart des unités bavaroises sont progressivement éparpillées sous différents commandements, tandis que des unités non bavaroises rejoignent la 6e armée. Néanmoins, son commandement reste dans les mains de Rupprecht, alors considéré comme l'un des meilleurs généraux dont l'Allemagne dispose.
Le 24 septembre 1915, la 6e armée est la cible de la première attaque au chlore lancée par l'Armée britannique durant cette guerre lors de la bataille de Loos. Malgré les terribles pertes infligées par cette attaque au gaz, l'offensive de la 1re armée britannique s'embourbe après quelques jours.
En juillet 1916, Rupprecht est promu Generalfeldmarschall. Le 28 août suivant, il prend le commandement du groupe d'armées Rupprecht, composé des 1re, 2e, 6e et 7e armées allemandes. Après la promotion de Rupprecht, le commandement de la 6e armée est confié au général Ludwig von Falkenhausen.
En mars 1917, la 6e armée se trouve face à l'attaque anglo-canadienne lors de la bataille de la crête de Vimy. La 6e armée de Falkenhausen perd environ 20 000 hommes lors des combats et est chassée de la crête par le corps canadien.
À  partir du 1er octobre 1918, la 6e armée commence sa retraite devant l'offensive générale des Alliés. Après l'armistice du 11 novembre, elle est ramenée en Allemagne. Le 19 novembre 1918, elle est regroupée à Iserlohn en vue de sa démobilisation.. Elle est dissoute en 1919.

### Cartes

Plans de bataille des États-majors allemand (Schlieffen) et français (XVII) - août 1914.
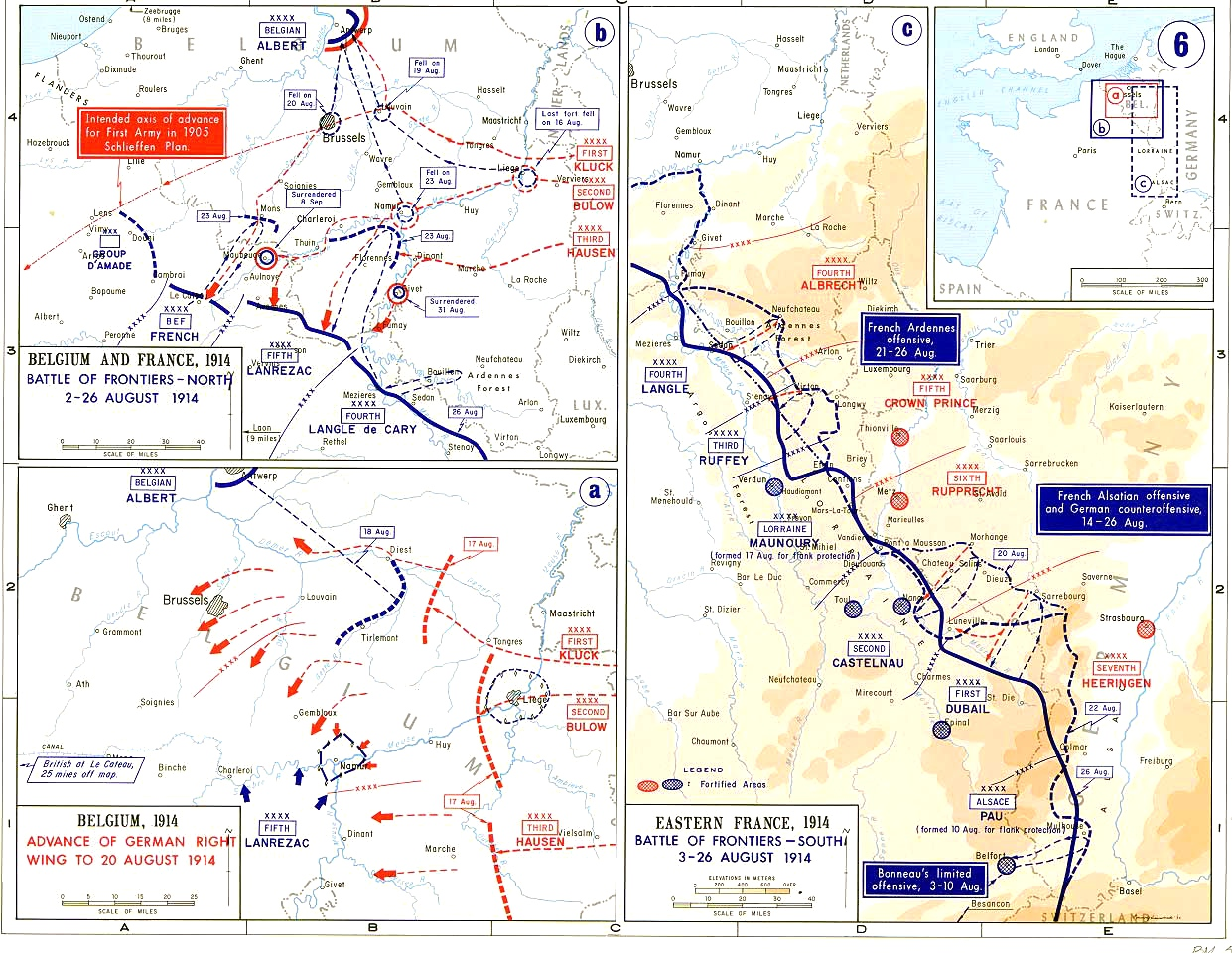
Bataille des frontières - août 1914.
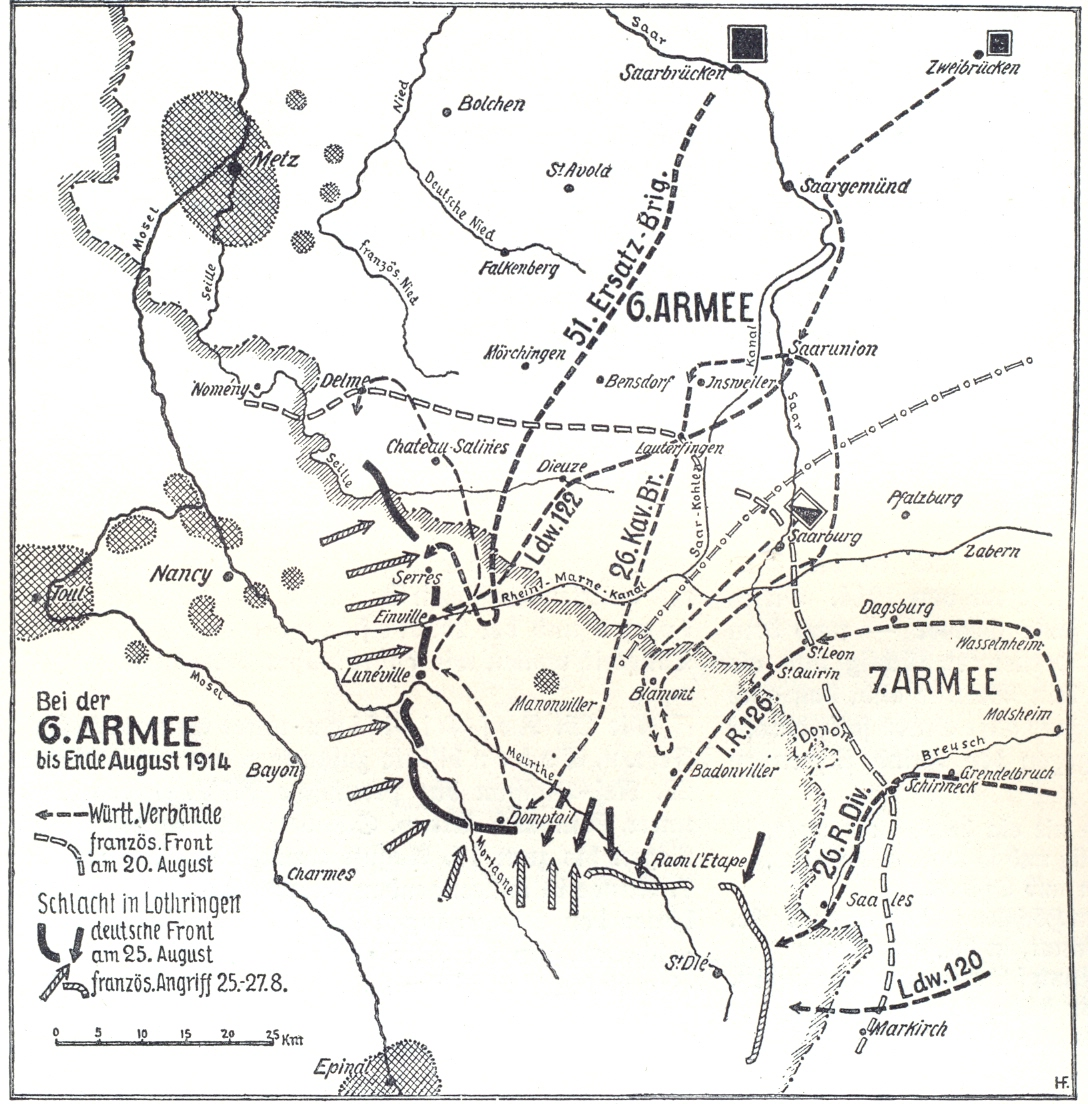
Bataille du Grand-Couronné - septembre 1914
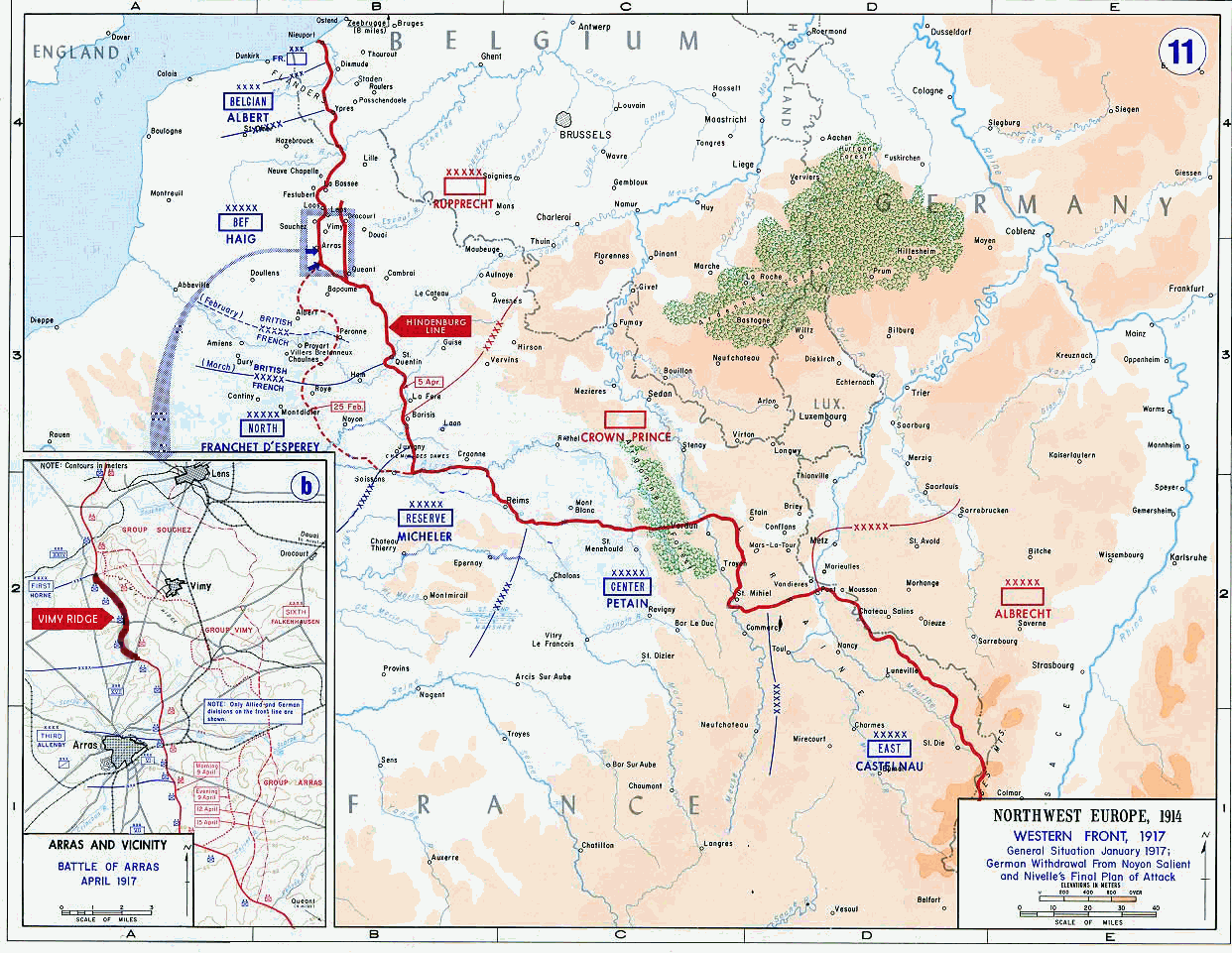
Bataille de la crête de Vimy - Mars 1917.

### Ordre de bataille - août 1914 - Lorraine
- Armee-Oberkommando 6
  - Königlich Bayerisches Fußartillerie Brigade-Oberkommando 1
  - Pionier-General 5
  - Königlich Bayerische 5 Gemischte Landwehrbrigade
- 21e corps d'armée (Fritz von Below)
  - 31e division d'infanterie
  - 42e division d'infanterie
- 1er corps d'armée royal bavarois (Oskar von Xylander (de))
  - 1re division d'infanterie bavaroise
  - 2e division d'infanterie bavaroise
- 2e corps d'armée royal bavarois (Karl von Martini (de))
  - 3e division d'infanterie bavaroise
  - 4e division d'infanterie bavaroise
- 3e corps d'armée royal bavarois (de) (Ludwig von Gebsattel (de))
  - 5e division d'infanterie bavaroise
  - 6e division d'infanterie bavaroise
- 1er corps de réserve royal bavarois (Karl von Fasbender (de))
  - 1re division de réserve royale bavaroise (de)
  - 5e division de réserve royale bavaroise (de)

### Ordre de bataille - Octobre 1918 - Flandre française
- 55e corps (de) (Friedrich von Bernhardi)
  - 38e division d'infanterie
  - 12e division d'infanterie bavaroise
  - 5e division d'infanterie bavaroise
  - 2/3 de la 4e division d'Ersatz
  - 9e division de réserve
- 4e corps d'armée (Richard von Kraewel)
  - 2e division de réserve de la Garde
  - 1/3 de la 4e division d'Ersatz
  - 36e division d'infanterie
- 40e corps de réserve (Paul Grünert)
  - 16e division d'infanterie
  - 8e division d'infanterie
- 11e corps d'armée (Viktor Kühne) (aucune unité attribuée)